# Luchthaven Lamidanda
Luchthaven Lamidanda is een internationale luchthaven bij het Nepalese Lamidanda.

## Luchtvaartmaatschappijen en bestemmingen
- Nepal Airlines - Biratnagar, Kathmandu
- Tara Air - Kathmandu

## Incidenten en ongelukken
Op 15 december 2010 stortte een de Havilland Canada DHC-6 Twin Otter in dienst van Tara Air neer tegen een berg vlak na het opstijgen vanaf Luchthaven Lamidanda. Alle 19 inzittenden kwamen om.